# Britney's Dance Beat
 (décembre 2018).
Si vous disposez d'ouvrages ou d'articles de référence ou si vous connaissez des sites web de qualité traitant du thème abordé ici, merci de compléter l'article en donnant les références utiles à sa vérifiabilité et en les liant à la section « Notes et références ».
Britney's Dance Beat ou parfois Britney Spears Dance Beat est un jeu de danse de THQ sorti sur PlayStation 2, Game Boy Advance et PC en 2002. Le joueur choisit un personnage puis une option. Si le joueur réussit l'audition, il fera une chorégraphie avec Britney Spears sur une de ses chansons, ou un duel avec un second joueur.

## Dates de sortie
- Version PlayStation 2
  - Europe : 14 juin 2002
  - États-Unis : 5 août 2002
  - Japon : 26 septembre 2002
- Version Game Boy Advance
  - États-Unis : 25 mars 2002
  - Europe : 14 juin 2002
- Version PC
  - États-Unis : 19 juin 2002

## Personnages
- Leana
- Elisa
- Carla
- Rob
- Dan
- Enrique